# Gettin' Ready
Albums de The Temptations
The Temptin' Temptations
(1965) Temptations Live!
(1967)
Singles
1. Get Ready
Sortie : 7 février 1966
2. Ain't Too Proud to Beg
Sortie : 3 mai 1966

Gettin' Ready est le quatrième album du groupe The Temptations, sorti en juin 1966.

## Titres

### Face 1
1. Say You (Charles Jones, Robert Dobyne, Robert Staunton) – 2:30
2. Little Miss Sweetness (Smokey Robinson) – 3:11
3. Ain't Too Proud to Beg (Eddie Holland, Norman Whitfield) – 2:32
4. Get Ready (Smokey Robinson) – 2:37
5. Lonely, Lonely Man Am I (Eddie Holland, Eddie Kendricks, Norman Whitfield) – 2:34
6. Too Busy Thinking About My Baby (Janie Bradford, Barrett Strong, Norman Whitfield) – 2:39

### Face 2
1. I've Been Good to You (Smokey Robinson) – 2:59
2. It's a Lonely World Without Your Love (Ivy Jo Hunter, William « Mickey » Stevenson) – 2:32
3. Fading Away (Warren « Pete » Moore, Smokey Robinson, Bobby Rogers) – 2:37
4. Who You Gonna Run To (Smokey Robinson) – 3:05
5. You're Not an Ordinary Girl (Warren « Pete » Moore, Smokey Robinson, Bobby Rogers, Marv Taplin, Ronnie White) – 2:49
6. Not Now, I'll Tell You Later (Smokey Robinson, Otis Williams) – 2:52

## Musiciens
- David Ruffin : chant principal (1, 2, 3), chœurs (toutes sauf 12)
- Eddie Kendricks : chant principal (4, 6, 7, 8, 9, 11, 12), chœurs
- Paul Williams : chant principal (5, 10), chœurs
- Melvin Franklin : chant principal (1, 4, 5, 7, 12), chœurs
- Otis Williams : chœurs
- Elbridge Bryant : chœurs (12)
- The Supremes : chœurs (12)
- The Funk Brothers : instrumentation
- Orchestre symphonique de Détroit : instrumentation